# شبه غلات

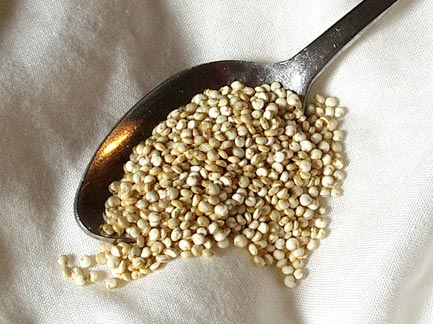
کینوا، یک شبه غلات رایج

غلات کاذب یا شبه غلات یکی از غیر علف‌هایی است که تقریباً مانند غلات استفاده می‌شود (غلات واقعی علف‌ها هستند). شبه غلات را می‌توان از سایر محصولات اصلی غیر غلات (مانند سیب زمینی) با پردازش آنها مانند غلات متمایز کرد: دانه آنها را می‌توان به آرد تبدیل کرد و در غیر این صورت به عنوان غلات استفاده کرد. نمونه‌های برجسته شبه غلات عبارتند از: باروتک، کینوا و گندم سیاه. شبه‌غلات دارای مشخصات تغذیه‌ای خوبی هستند، با سطوح بالایی از اسیدهای آمینه ضروری، اسیدهای چرب ضروری، مواد معدنی و برخی ویتامین‌ها. نشاسته موجود در غلات کاذب دارای دانه‌های کوچک و محتوای آمیلوز کم (به جز گندم سیاه) است که به آن خواصی مشابه نشاسته غلات نوع مومی می‌دهد. خواص عملکردی شبه غلات، مانند ویسکوزیته بالا، ظرفیت اتصال به آب، قابلیت تورم، و پایداری انجماد-ذوب، توسط خواص نشاسته و مورفولوژی بذر تعیین می‌شود. غلات کاذب بدون گلوتن هستند و از آنها برای تولید محصولات ۱۰۰٪ بدون گلوتن استفاده می‌شود که محبوبیت آنها را افزایش داده است.

## تولید
جدول زیر تولید سالانه برخی شبه غلات را در سال‌های ۱۹۶۱، ۲۰۱۰، ۲۰۱۱، ۲۰۱۲ و ۲۰۱۳ نشان می‌دهد که بر اساس تولید سال ۲۰۱۳ رتبه‌بندی شده‌اند.
| غلات      | تولید در سراسر جهان (میلیون‌ها تن متریک) | تولید در سراسر جهان (میلیون‌ها تن متریک) | تولید در سراسر جهان (میلیون‌ها تن متریک) | تولید در سراسر جهان (میلیون‌ها تن متریک) | تولید در سراسر جهان (میلیون‌ها تن متریک) | یادداشت |
| غلات      | ۱۹۶۱                                    | ۲۰۱۰                                    | ۲۰۱۱                                    | ۲۰۱۲                                    | ۲۰۱۳                                    | یادداشت |
| --------- | --------------------------------------- | --------------------------------------- | --------------------------------------- | --------------------------------------- | --------------------------------------- | --- |
| گندم سیاه | ۲٫۵                                     | ۱٫۴                                     | ۲٫۳                                     | ۲٫۳                                     | ۲٫۵                                     | غلات کاذب از خانواده هفت‌بندیان که در هند در هنگام روزه‌داری و در اوراسیا و تا حدودی در ایالات متحده و برزیل به‌طور گسترده استفاده می‌شود. کاربردهای عمده آن شامل انواع پنکیک، بلغور و تولید رشته است. |
| کوینو     | ۰٫۰۳                                    | ۰٫۰۸                                    | ۰٫۰۸                                    | ۰٫۰۸                                    | ۰٫۱۰                                    | غلات کاذب در خانواده تاج‌خروسیان، سنتی در آند، اما به‌طور فزاینده‌ای در جاهای دیگر محبوبیت دارد. |

سایر غلات که از نظر محلی مهم هستند، اما در آمار فائو گنجانده نشده‌اند، عبارتند از:
- تاج خروس، یک شبه غلات باستانی، که قبلاً یکی از محصولات اصلی امپراتوری آزتک بود و اکنون به‌طور گسترده در آفریقا رشد می‌کند.
- Kañiwa یا Cañahua، خویشاوند نزدیک کینوا.